# Velký Polom (přírodní rezervace)
Velký Polom je přírodní rezervace poblíž obce Dolní Lomná v okrese Frýdek-Místek. Oblast spravuje AOPK ČR Správa CHKO Beskydy. Důvodem ochrany jsou přirozené smrkobukové porosty s příměsí jedle bělokoré (Abies alba) a javoru klenu (Acer pseudoplatanus).